# Warm Bodies
Cet article possède un paronyme, voir Bodies.
Pour plus de détails, voir Fiche technique et Distribution.
Warm Bodies ou Zombie malgré lui au Québec est un film de zombies américain écrit et réalisé par Jonathan Levine, sorti en 2013.
Ceci est une adaptation du roman éponyme Vivants (Warm Bodies, 2010) d'Isaac Marion.

## Synopsis
Un mystérieux virus a détruit toute civilisation. Les rescapés vivent dans la ville de Montréal, protégée par d'épais murs en bétons gardés nuit et jour. Ils craignent ceux qui étaient leurs semblables, devenus des monstres dévoreurs de chair. R est un zombie qui — contre toute attente — semble conscient de sa condition de mort-vivant. Du reste, il ne se rappelle cependant plus son prénom, seulement qu'il commençait par la lettre "R". Un jour, qu'il part chasser en compagnie de ses semblables, ils attaquent à l'intérieur d'un bâtiment un groupe d'humains venus se ravitailler en vivres et médicaments. Bien qu'il ne souhaite pas leur faire de mal, R ne peut néanmoins pas réprimer la faim commune aux zombies et agresse donc Perry, un jeune homme dont il dévore le cerveau. Non seulement le meilleur morceau mais également une manière de s'approprier ses souvenirs, ses pensées et ses idées pour se sentir à nouveau humain.
C'est alors qu'il se concentre sur Julie, la petite amie de Perry et sans réfléchir, la protège de la voracité de ses compagnons. Au fil des jours, la jeune femme réveille chez lui des sentiments oubliés depuis longtemps quand elle-même découvre chez ce zombie différent autre chose qu’un regard vide et des gestes de momie…
Perturbée par ses sentiments, Julie retourne cependant dans sa cité fortifiée où son père a levé une armée. R, de plus en plus humain, est désormais convaincu que sa relation avec Julie pourrait sauver l’espèce entière… En effet, les quelques jours passés en compagnie de Julie lui ont permis de réapprendre à vivre, son organisme reprenant alors lentement son fonctionnement d'origine. Sans compter que cet étrange processus se répercute sur ses semblables....

## Fiche technique
- Titre original et français : Warm Bodies
- Titre québécois : Zombie malgré lui[1]
- Réalisation : Jonathan Levine
- Scénario : Jonathan Levine, d'après le roman Vivants (Warm Bodies, 2010) d'Isaac Marion
- Direction artistique : Gilles Aird
- Décors : Martin Whist
- Costumes : George L. Little
- Photographie : Javier Aguirresarobe
- Montage : Nancy Richardson
- Musique : Marco Beltrami et Buck Sanders
- Production : David Hoberman, Todd Lieberman et Bruna Papandrea
- Société de production : Mandeville Films
- Sociétés de distribution : eOne Films Canada, Summit Entertainment (États-Unis), Metropolitan FilmExport (France), Ascot Elite Entertainment Group (Suisse)
- Budget : 35 000 000 $[2]
- Pays d’origine :  États-Unis
- Langue originale : anglais
- Format : couleur - 2.35 : 1 - Dolby numérique - 35 mm
- Genres : Comédie horrifique, comédie romantique, fantastique
- Durée : 97 minutes
- Dates de sortie :
  -  Canada,  États-Unis : 1er février 2013
  -  France : 20 mars 2013
  -  Belgique : 27 mars 2013
- Classification :
- États-Unis : R – Restricted (Les enfants de moins de 17 ans doivent être accompagnés d'un adulte)
- France : Tout public avec avertissement lors de sa sortie en salles

## Distribution
- Nicholas Hoult (VF : Julien Bouanich ; VQ : Gabriel Lessard) : R
- Teresa Palmer (VF : Marie-Eugénie Maréchal ; VQ : Ariane-Li Simard-Côté) : Julie
- Dave Franco (VF : Jim Redler ; VQ : Nicholas Savard L'Herbier) : Perry Kelvin
- Analeigh Tipton (VF : Caroline Espargilière ; VQ : Sarah-Jeanne Labrosse) : Nora
- John Malkovich (VF : Edgar Givry ; VQ : François Godin) : le colonel Grigio
- Rob Corddry (VF : Xavier Fagnon ; VQ : Frédéric Desager) : M, Marcus
- Cory Hardrict (VF : Namakan Koné) : Kevin
- Vincent Leclerc : le père de Perry

Source et légende : Version française (VF) sur AlloDoublage
 Source et légende : version québécoise (VQ) sur Doublage.qc.ca

## Bande originale
| 1.    | Music for Airport Zombies            | 3:50 |
| 2.    | Into the Greenzone                   | 1:30 |
| 3.    | Back to the Lair                     | 3:35 |
| 4.    | Zombie March                         | 1:22 |
| 5.    | Eating Vicariously                   | 3:27 |
| 6.    | Why Me?                              | 1:13 |
| 7.    | Run For It                           | 2:23 |
| 8.    | For a Few Days More                  | 1:08 |
| 9.    | Bad Brains / Zombie Wacker           | 2:53 |
| 10.   | Boney Chase                          | 1:41 |
| 11.   | I Wanna Hold Your Hand               | 3:39 |
| 12.   | Marcus Sees the Light                | 2:08 |
| 13.   | Admission to Dream                   | 5:01 |
| 14.   | Zombie Bros                          | 3:42 |
| 15.   | Looking for Julie / Balcony Serenade | 3:40 |
| 16.   | Walk Through Greenzone               | 2:03 |
| 17.   | Entering the Armory                  | 2:41 |
| 18.   | Run from Dad / Zombies United        | 2:46 |
| 19.   | Run! / Zombie Saves                  | 3:00 |
| 20.   | Marcus' Trump Stumps                 | 1:19 |
| 21.   | Might as Well Jump                   | 1:59 |
| 22.   | R Shot Alive                         | 3:10 |
| 58:10 |                                      |      |

## Distinctions

### Récompense
- Teen Choice Awards 2013 : Choice Movie Breakout (Nicholas Hoult)

### Nominations
- Golden Trailer Awards 2013 :
  - Meilleure romance
  - Meilleure romance à la télévision publicitaire
- Teen Choice Awards 2013 :
  - Meilleur acteur dans un film de comédie (Nicholas Hoult)
  - Meilleur acteur dans un film romantique (Nicholas Hoult)
  - Meilleur film comique
  - Meilleur film romantique

## Box office
| Pays ou région | Box-office      | Date d'arrêt du box-office | Nombre de semaines |
| -------------- | --------------- | -------------------------- | ------------------ |
| Monde          | 116 980 662 $   | ?                          | 14                 |
| États-Unis     | 66 380 662 $    | 7 avril 2013               | 14                 |
| France         | 257 157 entrées | 2 avril 2013               | 2                  |

## Production
La production Summit Entertainment signe le contrat d'une valeur de plus de 35 000 000 de dollars. La préproduction a lieu dans les studios Mel’s à Montréal au Québec où le tournage a commencé le 19 septembre 2011 pour quarante-six jours.
Sur son site officiel, Marco Beltrami a annoncé que la bande originale du film, l'ayant entièrement composée en compagnie de Buck Sander, sortira en février 2013.

## Thèmes

### L'humanisation du monstre
Le terme “zombies” est fréquemment utilisé pour décrire diverses créatures monstrueuses dans le domaine cinématographique, mais dans chaque représentation, les zombies partagent des caractéristiques communes. En général, ils sont perçus comme des monstres dépourvus de libre arbitre, souvent animés par un désir irrésistible de la violence et la nécessité de se nourrir de chair humaine.
Dans l’univers de Warm Bodies, les “cadavres” sont simplement considérés comme la définition classique d’un monstre, d’un zombie. Les individus normaux, c’est-a-dire les humains perçoivent les “cadavres” comme une menace, les considérant comme représentant de l'inconnu, dépourvu d'âme, inhumains et incapable de changements. En tant qu’individu considéré “normal”, lorsque nous observons autrui exhiber des comportements jugés malsains selon nos normes morales, et les normes de la société, nous avons tendance à déshumaniser “l'autre”, le considérant comme un monstre capable de cruauté.
De ce fait, Warm Bodies remet en question l’idée préconçue selon laquelle la cruauté et la monstruosité excluent toute notion d’humanité, de sentiments, de pensées et de regrets. Le film explore la possibilité qu’une entité dite “monstrueuse” et cruelle par la société puisse également posséder une dimension humaine. Plusieurs scènes clés impliquent Julie, le personnage principal feminin, qui interroge les actions de R, le protagoniste. À plusieurs reprises, elle le questionne sur ses actes bienveillants en lui demandant “Qu’est-ce que tu es?”. Malgré l’apparence monstrueuse de R, ses intentions ne reflètent pas systématiquement son aspect extérieur. Toutefois, en raison des préjugés renforcés par la société humaine, Julie présume que les monstres ne peuvent changer. Elle suppose que, puisque R n’est pas humain, il ne peut agir avec gentillesse ni ressentir des bonnes émotions.
Cependant, grâce au lien qui se développe entre R et Julie, le protagoniste accomplit des actions positives, contredisant ainsi la perception commune des monstres. En explorant le monde intérieur de R et en exposant ses pensées et ses sentiments, le film remet en question les stéréotypes sur les monstres. Le film transcende l’aspect extérieur pour explorer l’humanité partagée présente en chaque individu, indépendamment de son apparence “monstrueuse”.

### Le consumérisme zombie
Le thème du consumérisme est largement exploré dans Warm Bodies, se manifestant à travers le regard des “cadavres” (zombies). Le consumérisme, défini par les économistes, repose sur l’inclination à consommer de manière incessante des biens et des services, avec l’identité individuelle souvent façonnée par la possession de biens. Dans le contexte de Warm Bodies, le consumérisme est dépeint comme une idéologie ou les “cadavres” sont considérés comme des consommateurs sans conscience, motivés par une faim implacable de chair humaine.
Dans ce que certains considèrent comme le "débat sur le consumérisme", l'idée que les consommateurs tirent une valeur de leur consommation et utilisent les produits capitalistes pour servir leurs intérêts individuels est une idée souvent discutée, et qui s'applique parfaitement à ce film. De plus, les consommateurs peuvent éprouver un sentiment temporaire de satisfaction par leur acte d'achat. Dans le film, bien que les “cadavres” poursuivent leurs désirs de manière instinctive et sans but apparent, la consommation de la chair humaine revêt une importance pour eux puisqu’elle répond à leurs propres besoins et objectifs. À titre d'exemple, le protagoniste "R" trouve un répit temporaire et une satisfaction partielle en consommant des cerveaux humains. Cette représentation reflète la perspective consumériste selon lequel la satisfaction est recherchée à travers une consommation assidue, même en l’absence de réflexion ou d’un objectif plus profond, simplement parce qu’elle confère une “valeur” et sert les intérêts de l’individu, dans ce cas-ci, les “cadavres”.
D'autre part, certaines séquences du film  peuvent être interprétées comme une réflexion et une métaphore sur le bonheur temporaire liée à la consommation moderne et à l'acte d'achat. Notamment, dans la scène où le protagoniste consomme le cerveau de Perry, un autre personnage, et absorbe ses souvenirs, "R" est présenté en train de tuer Perry, mais il recrache immédiatement le cerveau, manifestant des signes de regret et de dégoût envers ses actions. Ce revirement émotionnel rapide illustre la manière dont les individus peuvent ressentir des remords d'acheteur peu de temps après avoir effectué un achat. La scène suggère que l'attrait initial de la consommation peut rapidement être obscurci par la prise de conscience des conséquences négatives ou de la nature insatisfaisante du produit ou de l'expérience acquise.

### Société
Le film sert de commentaire important sur la condition humaine contemporaine, en utilisant habilement la métaphore du zombie pour explorer le détachement émotionnel croissant au sein de la société. Dans les premières scènes, le protagoniste R raconte sa vie de zombie et tout ce qu'il voit autour de lui. Il navigue dans l'aéroport, voyant d'autres zombies se heurter, ne pas réussir à se connecter et regarder au loin.  Cette visualisation offre une représentation visuelle frappante d'un monde où les individus ressemblent à des zombies, avançant sans réfléchir dans la vie et sans liens significatifs.
Le monologue de R, prononcé avec une pointe d'ironie, devient une lentille puissante à travers laquelle les spectateurs peuvent percevoir une critique de la société actuelle. Le protagoniste réfléchit à un monde, que l'on peut supposer être le nôtre, où les gens sont plus engagés, plus connectés et plus présents émotionnellement. L'ironie réside dans la vision idéalisée qu'a R de ce monde, puisque sa réflexion est confrontée à la dure réalité dépeinte à l'écran.Un aéroport animé rempli d'individus absorbés dans leur propre monde, les yeux rivés sur des écrans, et des conversations remplacées par l'ignorance et le silence. Ce faisant, le film suggère que la société contemporaine dépeinte aujourd'hui s'apparente à une horde de zombies, apparemment vivants, mais dépourvus de liens humains authentiques.

## Accueil
Sur le site Rotten Tomatoes, le film a reçu des critiques majoritairement favorables, avec une note moyenne de 6,7⁄10 et 80 % d'avis favorables basées sur 174 critiques. Le site le résume en indiquant que le film « offre un doux tournoiement, bien interprété, dans un genre qui fait bien trop souvent oublier ses protagonistes en état de mort cérébrale » (« Warm Bodies offers a sweet, spin well-acted on a genre that all too often lives down to its brain-dead protagonists »).
AlloCiné démontre que le film a reçu une note de 3,3⁄5 basée sur dix-huit critiques de presse, et une bonne moyenne de 3,9⁄5 par les spectateurs.
Quant à l’IMDb, il a obtenu une moyenne de 7⁄10 obtenu sur une moyenne de 68 283 utilisateurs.
Enfin sur Metacritic, il obtient le «metascore» de 59⁄100 basées sur 38 critiques et obtient 6,8⁄10 par les utilisateurs.

## Anecdotes
- Les prénoms des personnages principaux, R et Julie, s'inspirent de l'histoire d'amour de Roméo et Juliette de Shakespeare.
- Le film se passe à Montréal, mais les plaques d'immatriculation qui apparaissent dans le film correspondent plutôt à des plaques de New York.[réf. nécessaire]